# Ferrelview
Ferrelview est un village du comté de Platte, dans le Missouri, aux États-Unis,. Situé à l'est du comté, en banlieue nord de Kansas City, il est incorporé en 1928.

## Démographie
Lors du recensement de 2010, le village compte une population de 451 habitants. Elle est estimée, en 2016, à 633 habitants.

### Source de la traduction
- (en) Cet article est partiellement ou en totalité issu de l’article de Wikipédia en anglais intitulé « Ferrelview, Missouri » (voir la liste des auteurs).